# Stadhuis van Poperinge

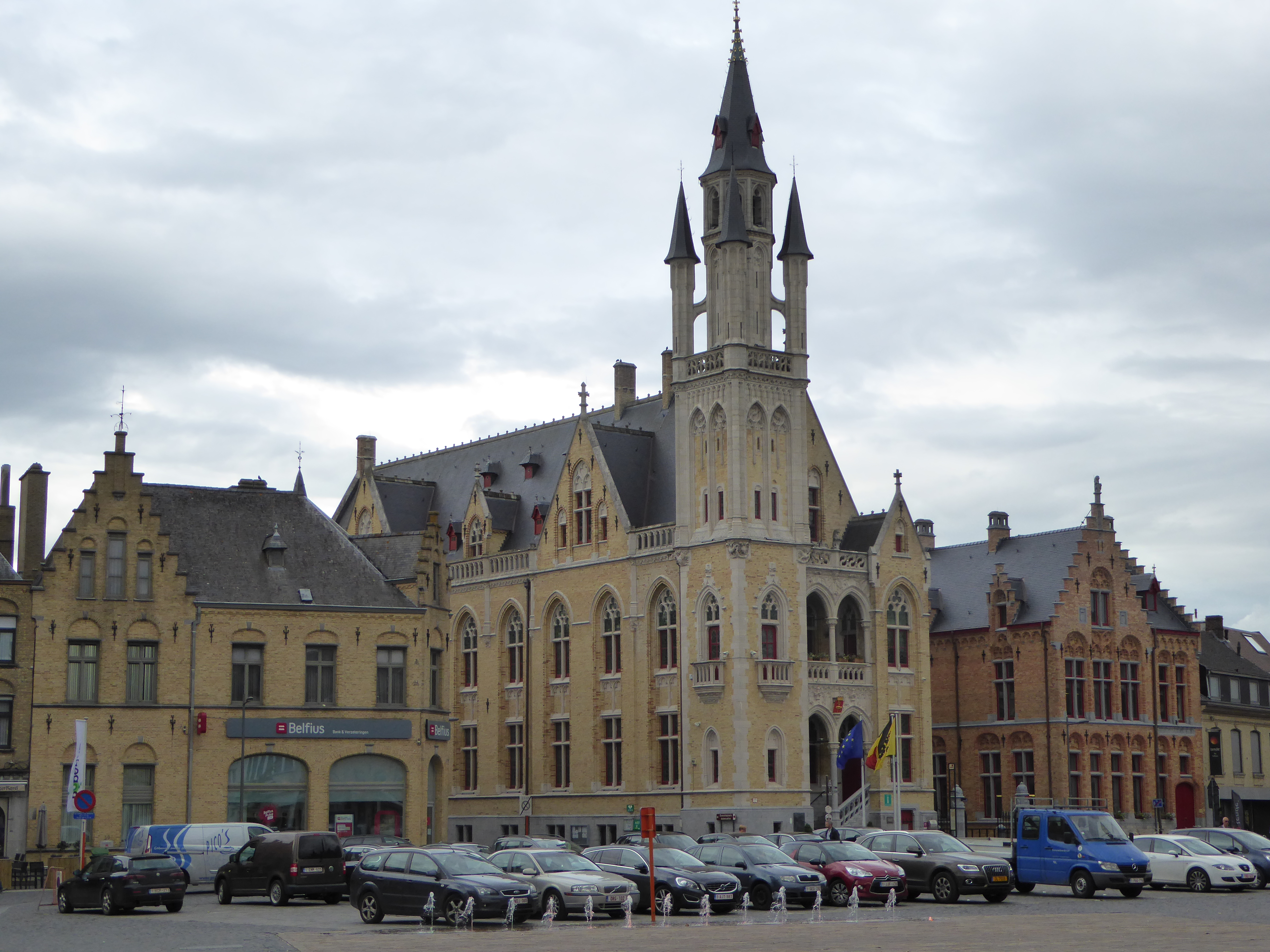
Stadhuis van Poperinge

Het stadhuis van Poperinge is het stadhuis van de West-Vlaamse stad Poperinge, gelegen aan Grote markt 1.

## Geschiedenis
In 1630 verleende de abt van de Abdij van Sint-Bertinus aan Poperinge de toestemming tot de bouw van een stadhuis. In 1744 werd het nieuwe steehuis in gebruik genomen. Voordien vergaderde men in de proosdij. In 1752 en 1761 werd het steehuis nog verbouwd en uitgebreid, maar omstreeks 1781 verhuisde men naar het Groot Sint-Jorishof, een in Lodewijk XVI-stijl verbouwde herberg, waarin ook een waag en een gevangenis gevestigd was. Dit Groot Sint-Jorishof werd in 1793 door het Franse bestuur onteigend, daar het in bezit was van de abdij. Het stadsbestuur trok weer naar het Steehuis. Het Groot Sint-Jorishof werd in 1840 door het stadsbestuur aangekocht, en er werd ook een vredegerecht en een postkantoor gevestigd.
In 1906 werd besloten een nieuw stadhuis op de plaats van het Groot Sint-Joris te vestigen, en in 1912 kwam dit gereed.

## Gebouw
Het gebouw, in neogotische stijl, werd ontworpen door Jules Coomans. Het gebouw heeft een slanke belforttoren, bekroond door een draak, en daarnaast een gevel met twee boven elkaar gelegen loggias. Het gebouw werd uitgevoerd in baksteen, deels met natuurstenen bekleding. Niet alleen het uiterlijk, ook het interieur is rijk versierd in neogotische trant.
Naast het eigenlijke stadhuis bevindt zich het voormalig postkantoor, dat soberder is vormgegeven.